# Estadio Croix-Bleue Medavie
El Estadio Croix-Bleue Medavie, anteriormente Estadio de Moncton, es un estadio de atletismo ubicado en el campus de la Universidad de Moncton en Moncton, Nueva Brunswick, Canadá. Se inauguró en 2010 para albergar el Campeonato Mundial Junior de Atletismo de 2010. Aunque la capacidad de asientos al principio de su construcción era de 28 000, el estadio cuenta actualmente con 10 000 asientos permanentes, aunque se puede ampliar su capacidad a 20.725 con gradería removible.

## Historia
La construcción comenzó el 22 de abril de 2009 y fue completamente terminado en julio de 2010, justo a tiempo para el Campeonato Mundial Junior de Atletismo de 2010. 
Aunque el estadio quedó completamente terminado en julio, su uso empezó el 23 de noviembre de 2009.
La Universidad de Moncton utiliza el estadio para los partidos de su equipo de fútbol. En 2011 albergó el Uteck Bowl, una de las semifinales de fútbol canadiense universitario.
El estadio albergó partidos de temporada regular de la Canadian Football League en 2010, 2011 y 2013 para equipos de otras ciudades con total éxito, incentivando en la ciudad el constituir un equipo profesional de fútbol canadiense. 
Luego albergó ocho partidos de la Copa Mundial Femenina de Fútbol Sub-20 de 2014, incluyendo una semifinal, y siete partidos de la Copa Mundial Femenina de Fútbol de 2015, incluyendo uno de octavos de final.

## Eventos

### Copa Mundial Femenina de Fútbol de 2015
El estadio albergó siete partidos de la Copa Mundial Femenina de Fútbol de 2015.
| Fecha               | Selección #1    | Resultado | Selección #2 | Ronda                 | Espectadores |
| ------------------- | --------------- | --------- | ------------ | --------------------- | ------------ |
| 9 de junio de 2015  | Francia         | 1–0       | Inglaterra   | Primera fase, Grupo F | 11..686      |
| 9 de junio de 2015  | Colombia        | 1–1       | México       | Primera fase, Grupo F | 11.686       |
| 13 de junio de 2015 | Francia         | 0–2       | Colombia     | Primera fase, Grupo F | 13.138       |
| 13 de junio de 2015 | Inglaterra      | 2–1       | México       | Primera fase, Grupo F | 13.138       |
| 15 de junio de 2015 | Costa de Marfil | 1–3       | Noruega      | Primera fase, Grupo B | 7.147        |
| 17 de junio de 2015 | Costa Rica      | 0–1       | Brasil       | Primera fase, Grupo E | 9.543        |
| 21 de junio de 2015 | Brasil          | 0–1       | Australia    | Octavos de final      | 12.054       |